# Aeroportul Atung Bungsu
Aeroportul Atung Bungsu (IATA: PXA, ICAO: WIPY) este un aeroport din Pagar Alam⁠(d), Sumatera Selatan⁠(d), Indonezia.
aeroportul dispune de o singură pistă.